# Jacob van Breda (drukker)

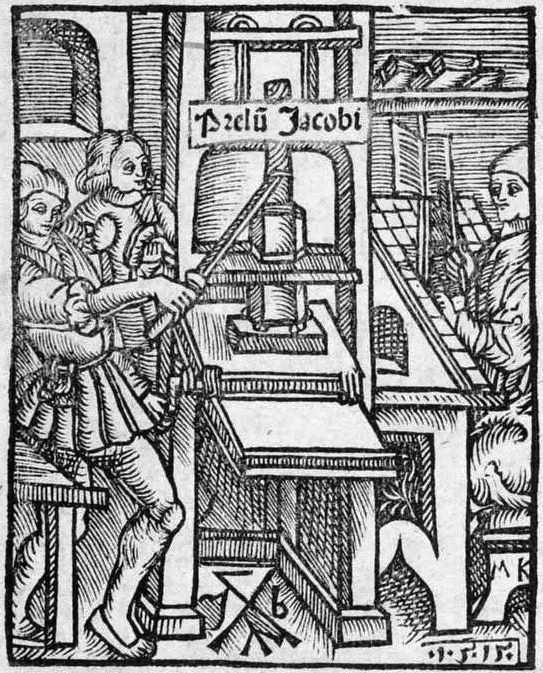
Drukkersmerk van Jacob van Breda uit 1515

Jacob(us) van Breda was een Nederlandse drukker die in de periode van 1483 tot en met 1519 actief was in Deventer.

## Biografie
In 1483 schreef Jacob van Breda zich als in als burger van de stad Deventer. Na Richard Pafraet was hij daarmee de tweede drukker die zich in Deventer vestigde. Jacob was hoogstwaarschijnlijk eerst in dienst bij Pafraet en vanaf 1485 begon hij als zelfstandig drukker. De twee drukkers hadden in ieder geval een goede band, zo gebruikte Jacob van Breda vanaf 1485 dezelfde drukletters als Pafraet. De drukkerij van Jacob van Breda bevond zich op de hoek van het Grote Kerkhof en de Polstraat naast de Latijnse school. 
Door de inzet van Jacob van Breda en Richard Pafraet groeide Deventer uit tot een belangrijk drukkerscentrum in de Noordelijke Nederlanden.
Ook de stiefzoon van Van Breda, Dirk van Borne, werd drukker en behoorde daarmee tot de tweede generatie van drukkers in Deventer.

## Publicaties
De opkomst van de boekdrukkunst in Deventer hingen nauw samen met de bloei van de Latijnse school in de Late Middeleeuwen. Jacob van Breda zette zich vooral in op het drukken van school- en studieboeken voor de studenten aan deze school. Als gevolg bestaat het overgrote deel uit zijn gedrukte werken dan ook uit theologische werken van humanisten, Latijnse schoolboeken en teksten van klassieke schrijvers. 
Jacob van Breda onderscheidde zich vooral door als eerste drukker in de Nederlanden de door Lorenzo Valla in het Latijn vertaalde Fabels van Aesopus uit te geven.

## Drukkersmerken
Tijdens zijn carrière maakte Jacob van Breda gebruik van meerdere drukkersmerken. Hieronder is een overzicht:
- 1485-1509: een houtsnede met Christusmonogram omgeven door de symbolen en namen van de vier evangelisten.
- Rondom 1507: een eenvoudige houtsnede van de twee patronen van Deventer (Lebuïnus en Radboud).
- 1509-1514: een afbeelding van keizer Diocletianus met een wijze uit het Oosten.
- Vanaf 1515: houtsnede met voorstelling van een drukkerij waarin drie figuren een drukpers bedienen. Op de drukpers staat de Latijns tekst 'Prelum Jacobi' (de pers van Jacobus). Dit drukkersmerk is gebaseerd op die van de Parijse drukker Jodocus Badius.[2] In 1985 is tijdens een restauratie van de voormalige drukkerij van Jacob van Breda een gevelsteen met de voorstelling van dit drukkersmerk aangebracht.